# Ерфурт/Веймар
Аеропорт Ерфурт-Веймар (нім. Flughafen Erfurt–Weimar, (IATA: ERF, ICAO: EDDE)) обслуговує Ерфурт, столицю землі Тюрингія, і сусіднє місто Веймар. Аеропорт знаходиться за 5 км W від центру міста Ерфурт, використовується переважно для сезонних чартерних рейсів з європейських туристичних напрямків.
Аеропорт є хабом для:
- Germania

## Авіалінії та напрямки, липень 2023
| Авіакомпанія         | Пункт призначення                           |
| -------------------- | ------------------------------------------- |
| Corendon Airlines    | Сезонний чартер: Анталія, Іракліон, Хургада |
| European Air Charter | Сезонний чартер: Бургас                     |
| FlyEgypt             | Сезонний чартер: Хургада                    |
| Tailwind Airlines    | Сезонний чартер: Анталія                    |

## Статистика

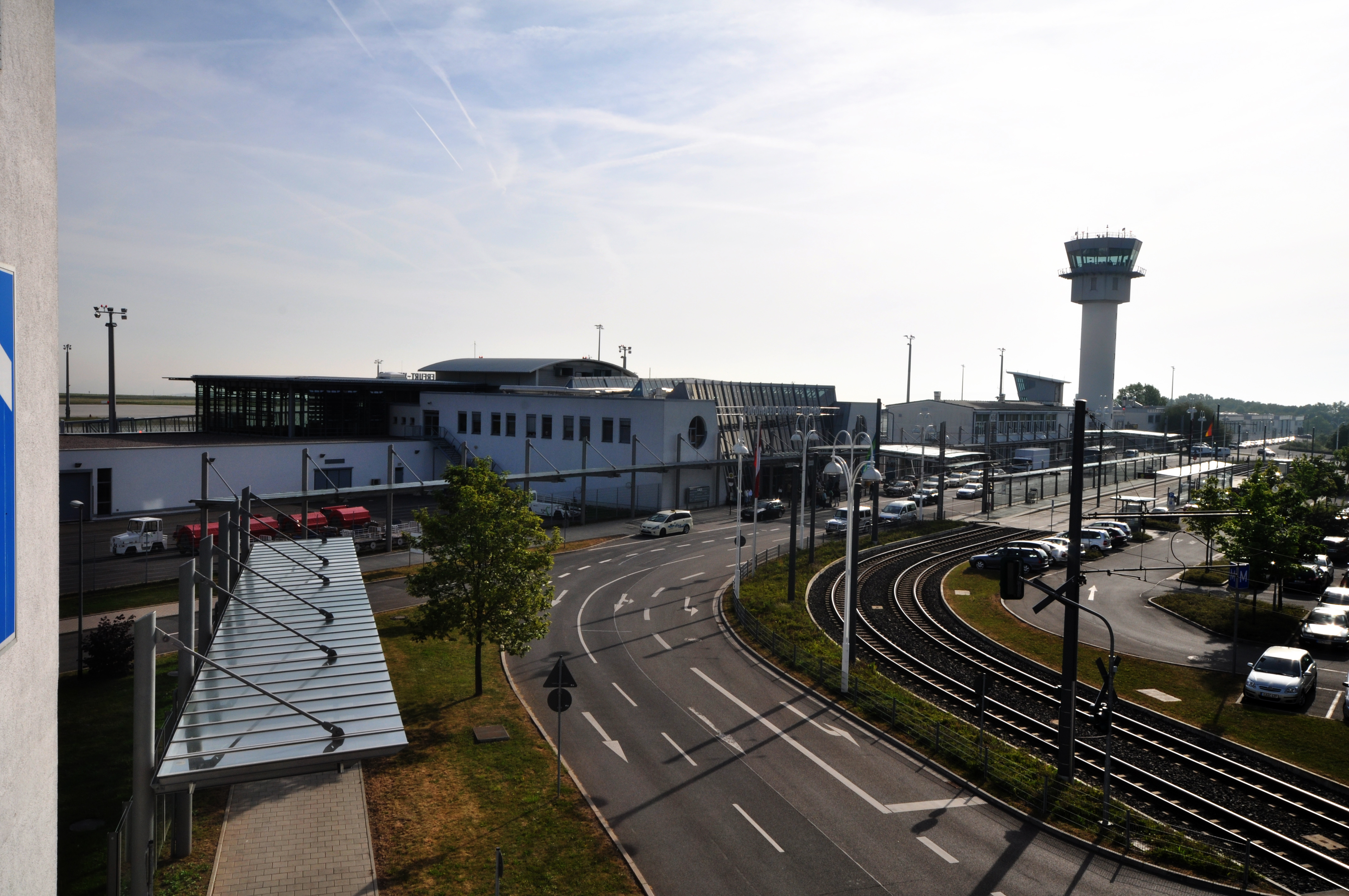
Головний термінал

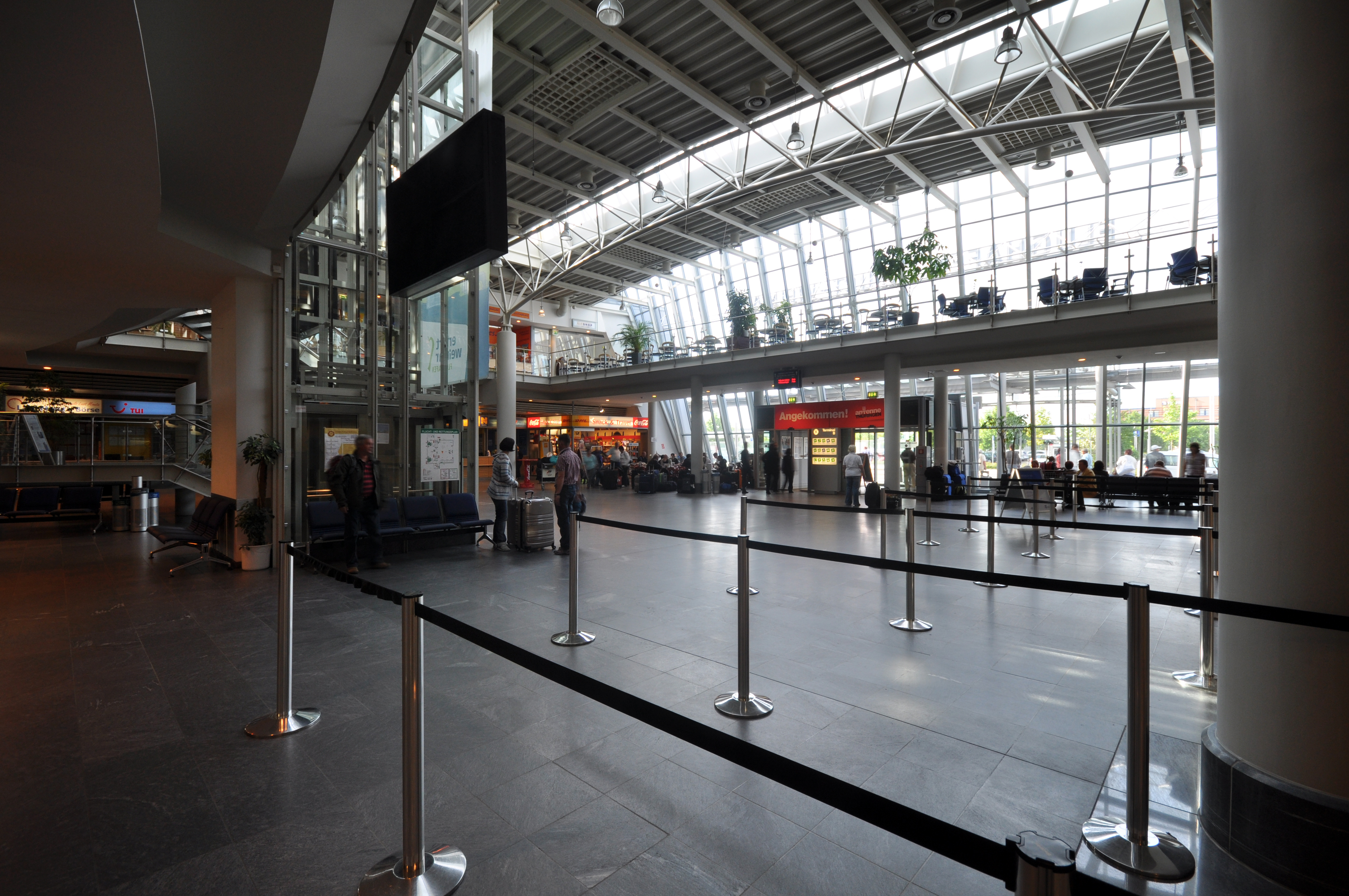
Зал реєстрації

| 2000        | 481,573   |
| 2001        | ▼ 471,624 |
| 2002        | ▼ 445,504 |
| 2003        | ▲ 464,681 |
| 2004        | ▲ 526,241 |
| 2005        | ▼ 438,912 |
| 2006        | ▼ 356,378 |
| 2007        | ▼ 315,759 |
| 2008        | ▼ 308,228 |
| 2009        | ▼ 270,267 |
| 2010        | ▲ 322,073 |
| 2011        | ▼ 280,913 |
| 2012        | ▼ 183,999 |
| 2013        | ▲ 214,948 |
| 2014        | ▲ 226,581 |
| 2015        | ▲ 230,436 |
| 2016        | ▲ 235,331 |
| 2017        | ▲ 282,731 |
| Source: ADV |           |

## Наземний транспорт

### Автомобільний
До аеропорту можна дістатися автівкою з автостради А71, яка прямує з Ерфурта до Швайнфурта в Баварії.

### Штадтбан
Лінія № 4 Ерфуртського штадтбану сполучає аеропорт з Ерфрутом. Потяги вирушають що 10-20 хвилин, час в дорозі до головного залізничного вокзалу Ерфурта через центр міста приблизно 20 хвилин.